# Thomas Schmidt
Thomas Schmidt (* 18. února 1976 Bad Kreuznach) je bývalý německý vodní slalomář, kajakář závodící v kategorii K1.
V letech 1996, 1998 a 2002 získal zlaté medaile v závodech hlídek na mistrovství Evropy. Ze závodů družstev má medaile i ze světových šampionátů – zlato z roku 2002 a bronz z roku 2003. V roce 2001 zvítězil v celkovém pořadí Světového poháru v kategorii K1. Na Letních olympijských hrách 2000 v Sydney získal zlatou medaili, v Athénách 2004 skončil na pátém místě.